# Judith Samen
Judith Samen (* 20. Dezember 1970 in Gladbeck, Westfalen) ist eine deutsche bildende Künstlerin. Ihre Arbeitsschwerpunkte liegen in den Bereichen Fotografie, Rauminstallation, Video und Zeichnung.

## Leben
Judith Samen studierte zunächst an der Kunstakademie Münster, wechselte 1992 zur Kunstakademie Düsseldorf in die Klasse von Fritz Schwegler, dessen Meisterschülerin sie von 1995 bis 1996 war. Dort studierte sie u. a. mit Sonja Alhäuser, Christine Erhard, Gregor Schneider und Nele Waldert. 1992 gewann sie den Deutschen Jugendfotopreis.
Sie erhielt außerdem mehrere Preise, Förderpreise und Stipendien. Seit 2003 ist sie Mitglied im Deutschen Künstlerbund und gehörte zu den 44 Teilnehmern der DKB-Projektausstellung Herbarium der Blicke, die in der Bundeskunsthalle in Bonn gezeigt wurde. Sie übernahm seit demselben Jahr vertretungsweise die Hochschulprofessur für Fotografie an der Universität Siegen. Ab 2005 war sie dort Professorin für Fotografie und Neue Medien. Seit 2011 leitet Judith Samen an der Kunsthochschule Mainz die Klasse für Künstlerische Fotografie.

## Werk
Judith Samen ist hauptsächlich für ihre inszenierten Fotografien bekannt. Ihre Bilder werden durch sparsame aber präzise Kompositionen mit Bedeutung aufgeladen. Deswegen wurden sie oft mit holländischer Genremalerei des 17. Jahrhunderts in Verbindung gebracht. Auffallend ist eine sublime Ernsthaftigkeit, die die absurd-banalen Szenen überlagert. Obwohl die Motivik oberflächlich Themen wie Akt- und Porträtfotografie, Essen oder die Beziehung zwischen Mutter und Kind suggeriert, hinterfragen Judith Samens Arbeiten in erster Linie Bildmechanismen, die Grenze zwischen Kunst und Banalität sowie den Kunstbegriff selbst.